# Мария Магдалина Австрийская
Мари́я Магдали́на Австри́йская (итал. Maria Maddalena d'Austria, нем. Maria Magdalena von Österreich; 7 октября 1589, Грац, эрцгерцогство Австрия — 31 октября 1631, Пассау, духовное княжество Пассау, Священная Римская империя) — принцесса из дома Габсбургов, дочь Карла II, эрцгерцога Австрийского. Жена великого герцога Козимо II; в замужестве — великая герцогиня Тосканская.
С 1621 по 1628 год, вместе со свекровью Кристиной Лотарингской, была регентом при несовершеннолетнем сыне, великом герцоге Фердинанде II. При ней двор во Флоренции приобрёл известные торжественность и великолепие, но начался упадок политического влияния великого герцогства Тосканского среди других государств раздробленной Италии.

## Биография

### Детство и юность
Мария Магдалина родилась в Граце 7 октября 1589 года. Она была девятой дочерью и четырнадцатым ребёнком в многодетной семье австрийского эрцгерцога Карла II, правителя Внутренней Австрии из Имперской ветви дома Габсбургов и баварской принцессы Марии Анны из дома Виттельсбахов. По отцовской линии эрцгерцогиня приходилась внучкой Фердинанду I, императору Священной Римской империи, и Анне Богемской и Венгерской, последней представительнице дома Ягеллонов, правившего королевствами Чехии и Венгрии. По материнской линии она была внучкой Альбрехта V, герцога Баварии, и Анны Австрийской, принцессы Богемской и Венгерской из дома Габсбургов.
Родители Марии Магдалины исповедовали католицизм. Её отец был активным сторонником контрреформации. Он умер, когда ей было три года. Воспитанием дочери занималась мать. По свидетельству современников, эрцгерцогиня гордилась своим происхождением и была надменна в обращении с придворными. Мария Магдалина имела крепкое телосложение и бодрый нрав. Ей нравилась торжественная церковная обрядность. Она увлекалась охотой и имела хороший аппетит.
В 1602 году Фердинанд I, великий герцог Тосканы начал матримониальные переговоры с Филиппом III, королём Испании и Португалии о женитьбе своего сына — наследного принца Козимо. Испания была обеспокоена частыми династическими браками между Францией и Тосканой, поэтому выбор жены для своего наследника великий герцог ограничил незамужними принцессами из дома Габсбургов, но из австрийской, а не испанской ветви. Таким образом Флоренция надеялась укрепить отношения с Мадридом, ограничив его влияние. Переговоры вели со стороны дома Медичи кардиналы Франческо Мария Дель Монте и Оттавио Паравичини, со стороны дома Габсбургов дон Франсиско Гомес де Сандоваль. После длительного и сложного диалога сто́роны остановились на кандидатурах эрцгерцогинь Констанции и Марии Магдалины, младших сёстрах жены Филиппа III. 28 июня 1608 года в Мадриде был подписан брачный договор, по которому Мария Магдалина выходила замуж за великого принца Тосканы, и за ней давалось такое же приданое, какое ранее получила её сестра Констанция, в то время уже королева Польши и великая княгиня Литвы.
Брак по доверенности был заключён в Граце 14 сентября 1608 года. Великого принца представлял Паоло Джордано II, герцог Браччано из дома Орсини. 22 сентября Мария Магдалина, в сопровождении брата — эрцгерцога Максимилиана и двора, выехала из Граца во Флоренцию. 18 октября кортеж торжественно въехал в столицу великого герцогства через ворота Прато. После церемонии бракосочетания в кафедральном соборе Флоренции, свадебные торжества продолжились во дворце Питти. Вскоре после свадьбы наследника, великий герцог заболел и умер 7 февраля 1609 года.

### Великая герцогиня
После смерти отца великий принц Козимо стал великим герцогом Тосканы под именем Козимо II, а Мария Магдалина получила титул великой герцогини. Их брак, несмотря на слабое здоровье Козимо II, оказался многодетным и счастливым. Супруги относились к друг другу с уважением и даже были друзьями. После рождения второго сына, великая герцогиня вошла в число советников мужа. Она в совершенстве овладела итальянским языком и принимала активное участие в делах государства. Мария Магдалина добилась права присутствовать на заседаниях государственного совета, рассматривавшего прошения подданных и являвшегося судом высшей инстанции. Она проводила последовательную внешнюю политику, направленную на сближение Тосканы с Испанией и Священной Римской империей.
Во многом благодаря её усилиям были заключены династические браки — в 1617 году между Екатериной Тосканской и Фердинандом I, герцогом Мантуи и Монферратo из дома Гонзага и в 1621 году между Клавдией Тосканской и Федерико Убальдо, герцогом Урбино из дома Делла Ровере. Приверженность Марии Магдалины к церковности и торжественным обрядам оставила глубокий след в культурной и общественной жизни Флоренции. При ней в великом герцогстве усилилось влияние Святого Престола. Особое покровительство она оказывала монашеским орденам и духовенству, содействовала процессу канонизации Марии Магдалины де Пацци, монахини-кармелитки из монастыря во Флоренции. Страсть великой герцогини к собиранию реликвий привела к тому, что во дворце Питти была устроена отдельная «Капелла мощей». Вместе с мужем она совершала неоднократные паломничества в санктуарии на Апеннинском полуострове.
Мария Магдалина построила дворец Крочетта во Флоренции и перестроила старую виллу Поджо-дей-Барончелли, близ Арчетри, которую переименовала в виллу Поджо-Империале, в честь своего происхождения. Реконструкцией виллы занимался известный тосканский архитектор Джулио Париджи. В Поджо-Империале она проводила большую часть своего времени. Здесь устраивались для неё охоты, рыбалки, театральные и музыкальные представления. Великая герцогиня была знакома с Галилео Галилеем, которого уже после смерти мужа пригласила на место учителя своих детей. Именно при ней двор великих герцогов Тосканских приобрёл свои торжественность и великолепие.

### Регентство и смерть
После преждевременной смерти супруга, 28 февраля 1621 года, согласно завещанию покойного от 1615 года, Мария Магдалина была назначена опекуном их детей и регентом великого герцогства. До совершеннолетия старшего сына она должна была править государством, вместе со свекровью и членами государственного совета. В 1628 году был образован регентский совет, который с самого начала разделился на две фракции, во главе со вдовствующими невесткой и свекровью. По завещанию супруга, кроме ежегодной пенсии в тридцать тысяч скудо, Мария Магдалина получила во владение города Сан-Миниато и Колле-ди-Валь-д’Эльса с прилегающими территориями, доходы от которых составляли десять тысяч скудо в год.
Во время регентства Мария Магдалина значительно увеличила расходы на торжественные церемонии и дела милосердия, покровительствовала искусству. В 1626 году она запретила подданным обучаться за пределами государства. Этот закон позднее подтвердил её внук, великий герцог Козимо III. В 1627 году вдовствующие великие герцогини сопровождали несовершеннолетнего великого герцога в турне по дворам европейских монархий. Свои жизненные приоритеты Мария Магдалина описала в 1629 году в «Памятной записке» (итал. Il memoriale), которую отослала сыну Маттиасу, когда того назначили правителем Сиены. В ней она призывала его учиться благоразумию у иезуитов, всегда присутствовать на церковных церемониях и находиться исключительно в обществе людей соответствующих его высокому происхождению.
При регентстве Марии Магдалины начался упадок политического влияния Тосканы среди государств раздробленной Италии. После смерти последнего герцога Урбино, владения дома Делла Ровере должны были войти в состав великого герцогства Тосканы, так как единственная внучка и наследница покойного была помолвлена с великим герцогом Фердинандом II. Но по требованию римского папы Урбана VIII и с согласия регентского совета герцогство Урбино вернулось в состав Папского государства. По просьбе Марии Магдалины римский папа Григорий XV учредил в городе Сан-Миниато епископскую кафедру.
В сентябре 1631 года, получив приглашение от брата-императора, она отправилась в Вену, несмотря на эпидемию чумы. Опасное путешествие Мария Магдалина предприняла вместе с сыновьями Маттиасом и Франческо, которых намеревалась определить на службу к императору Фердинанду II. В октябре кортеж вдовствующей великой герцогини прибыл в Инсбрук, где она провела несколько дней в обществе брата — австрийского эрцгерцога и тирольского графа Леопольда V. В ночь с 30 на 31 октября, во время остановки в Пассау, Мария Магдалина почувствовала себя плохо и скоропостижно скончалась от отёка лёгких. Тело покойной было сразу забальзамировано. Только 13 декабря останки довезли до Флоренции и похоронили в капелле Медичи в базилике святого Лаврентия.

## Брак, титулы, потомство
Со дня рождения до замужества Мария Магдалина носила титул Её высочества эрцгерцогини Австрийской. В Граце 14 сентября 1608 года был заключён брак по доверенности между представителями жениха и невесты. 18 октября того же года в кафедральном соборе Флоренции состоялся обряд венчания Марии Магдалины, эрцгерцогини Австрийской и великого принца Козимо (12.5.1590 — 28.2.1621) из дома Медичи, будущего великого герцога Тосканы под именем Козимо II, сына великого герцога Фердинанда I и Марии Кристины Лотарингской, принцессы из Лотарингского дома. В этом браке родились пятеро сыновей и три дочери:
- Мария Кристина (24.8.1609 — 9.8.1632), принцесса Тосканская, имела врождённые пороки развития, жила в монастыре Непорочного Зачатия во Флоренции, но без монашеского пострига;
- Фердинандо (14.7.1610 — 23.5.1670), принц Тосканский, с 28 февраля 1621 года великий герцог Тосканы под именем Фердинандо II, 26 мая 1633 года сочетался браком с Викторией Урбинской (7.2.1622 — 5.3.1694), принцессой из дома Делла Ровере;
- Джованни Карло (4.7.1611 — 22.1.1663), принц Тосканский, кардинал с 14 ноября 1644 года, кардинал-дьякон с  20 марта 1645 года;
- Маргарита (31.5.1612 — 6.2.1679), принцесса Тосканская, 11 октября 1628 года сочеталась браком с Одоардо I (28.4.1612 — 11.9.1646), герцогом Пармы и Пьяченцы из дома Фарнезе;
- Маттиас (9.5.1613 — 11.10.1667), принц Тосканский, с 28 мая 1629 года правитель Сиены;
- Франческо (16.10.1614 — 25.6.1634), принц Тосканский;
- Анна (21.7.1616 — 11.9.1676), принцесса Тосканская, 10 июня 1646 года сочеталась браком с Фердинандом Карлом (17.5.1628 — 30.12.1662), эрцгерцогом Австрийским и графом Тироля из дома Габсбургов;
- Леопольдо (6.11.1617 — 10.11.1675), принц Тосканский, кардинал с 12 декабря 1667 года, кардинал-дьякон с 9 апреля 1668 года[3][20][21].

Титулы Марии Магдалины после замужества: с 19 октября 1608 по 17 февраля 1609 года Её высочество великая принцесса Тосканская, с 17 февраля 1609 по 28 февраля 1621 года Её высочество великая герцогиня Тосканская; после вдовства и до смерти — Её высочество, вдовствующая великая герцогиня Тосканская.